# Біла Церква (аеродром)
Білоцерківський аеродром (також відомий як Авіабаза «Гайок») — аеродром (колишній військовий) розташований на околиці міста Біла Церква (Київська область).
До 1990-х років — місце базування полку дальньої авіації та авіаремонтного заводу. На білоцерківському авіаремонтному заводі проводився ремонт літаків Ту-16, Ту-22, Ту-22М і Ту-95. На території колишньої авіабази Біла Церква знаходиться пам'ятник Ту-16, встановлений 1984 року на честь 40-річчя 251-го гвардійського важкого бомбардувального авіаполку.
2000 року на базі «Білоцерківського авіаремонтного заводу» Міністерства оборони України створено Комунальне підприємство Білоцерківський вантажний авіаційний комплекс (Білоцерківський аеродром) або КП «БВАК».

## Історія
На авіабазі «Гайок» базувався 251-й гвардійський інструкторський важкий бомбардувальний авіаполк.

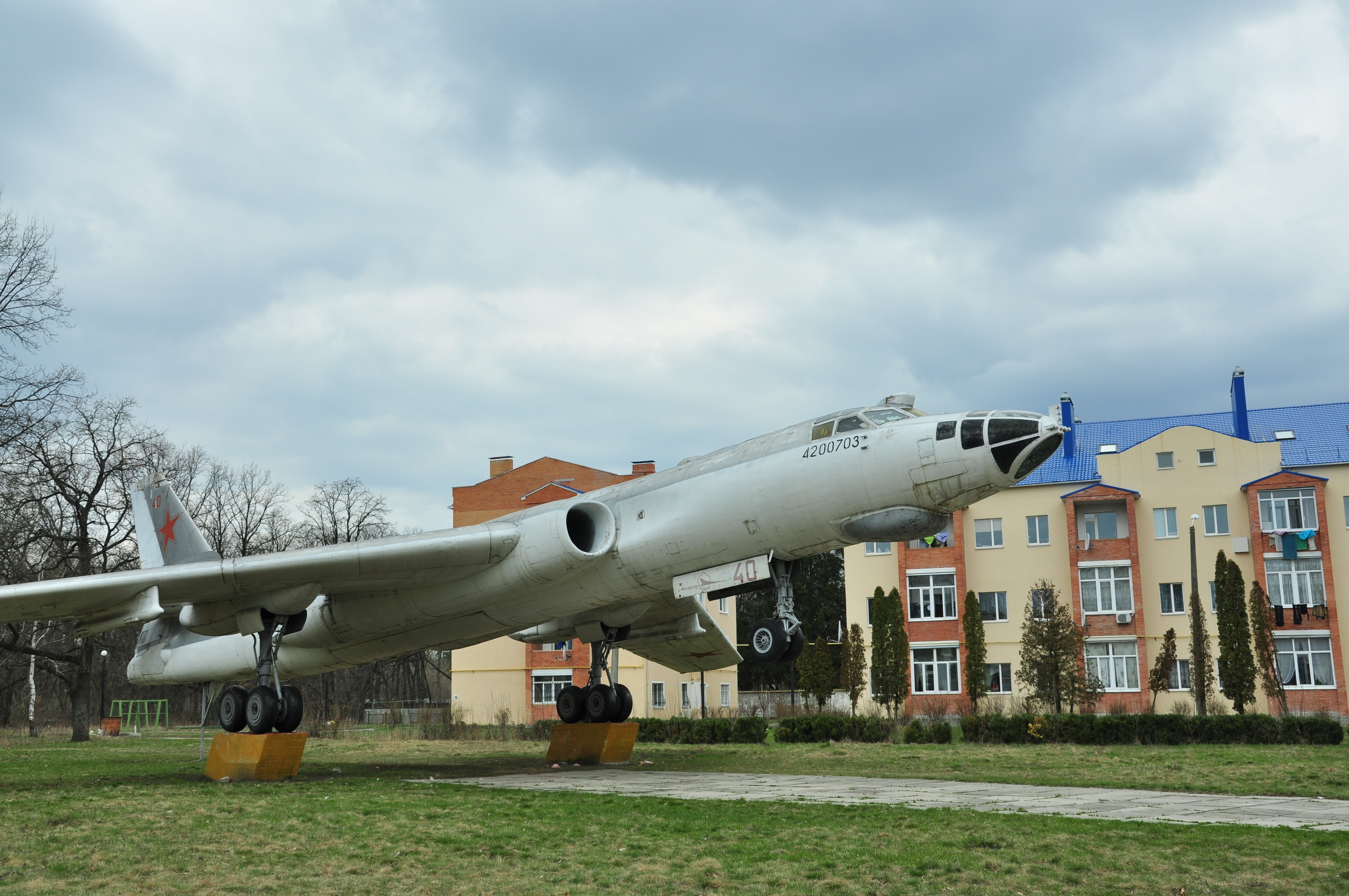
Пам'ятник Ту-16, встановлений в 1984 році на честь 40-річчя 251-го гвардійського важкого бомбардувального авіаполку

1991 року на озброєнні авіаполку перебували 27 Ту-16К.
1993 року Ту-16, що базувалися в Білій Церкві, як і інші Ту-16, що належали Україні, були поставлені на зберігання, а потім утилізовані.
Впродовж 1993–2007 років — база зберігання та оброблення авіатехніки Повітряних сил Збройних сил України.
Аеродром класу (4D), (сертифікат № АП 09-11 від 17.12.2008 р.), занесений до Державного реєстру цивільних аеродромів України (свідоцтво № АР 09-11 від 24.06.2003 р.), з необладнаною ШЗПС розміром 2500×42 м, руліжними доріжками, стоянками для літаків, придатний до експлуатації вдень за правилами візуальних польотів.
Промисловий майданчик знаходиться на відстані 0,5 км від аеродрому, з під'їзними автомобільними і залізничними коліями; зі сховищем нафтопродуктів, з повною інфраструктурою для виконання робіт з продовження ресурсу авіаційної техніки в двох корпусах ангарного типу, обладнаних стапелями, вентиляційними системами, освітленням і забезпечених всіма необхідними видами енергії.
У червні 2018 року продовжено сертифікат аеродрому, сертифікат служби авіабезпеки, схвалено Інструкцію з виконання летів.

## 22-га окружна школа молодших авіаційних фахівців (1935—1997рр.)
Згідно з планом заходів по ВВС РКККА Київського ОВО в 1935 році при Швидкісній бомбардувальній бригаді почала формуватися 22-а Дивізіонна школа повітряних стрільців радистів. Яка повністю була укомплектована в березні 1936 року. Питаннями комплектування займалися: начальник школи майор Куропятников, і комісар Кулик та начальник навчальної частини капітан Башлики.
Згідно заходів впродовж 1937—1939 років школа знаходилася в підпорядкуванні Авіаційної бази ВПС КОВО. З листопада 1939 року школа отримала назу «Білоцерківська окружна школа молодших авіаційних фахівців» і стала базуватися в Україні у Київській області, м.Біла Церква, на військовому аеродромі «Гайок».
З 1938 року всім курсантам, які закінчили льотно-технічні школи присвоювалося звання «молодший лейтенант». Але вже 1940 року, згідно з наказом НКО СРСР, присвоєння цього звання скасували:
|  | … курсантів, які закінчили військово-авіаційні школи повітряних стрільців і стрільців-радистів, після закінчення ними шестимісячного терміну навчання випускати повітряними стрільцями з присвоєнням їм військового звання «молодший сержант» … Справжній порядок присвоєння військових звань поширити на курсантів, що випускаються з військово-авіаційних і авіатехнічного шкіл та училищ в грудні 1940 …. |

За молодшими сержантами за спеціальністю «стрілець-радист» залишилося право. Після двох років служби вступити до військових авіаційно-технічні училища. А після його закінчення отримати звання «лейтенант» і «воєнтехніка».
Відповідно до директиви штабу ВПС від 10 березня 1990 року навчальний Червонопрапорний центр ВПС, ОБАВТО ОБС і РТО виведені зі складу ВПС СІБВО і передані в центр бойового застосування і перенавчання льотного складу ТАК (Рязань).

## Літакові ангари
Літакові ангари білоцерківського військового аеродрому: один розміром 60×60 м, другий — 106×58 м. Роботи з продовження ресурсу виконуються на літаках Іл-76, Ан-12, АН-72, АН-24. Зараз технічне обслуговування на виробничих площах КП «БВАК» проходять як вітчизняні повітряні судна, так і судна з ближнього та далекого зарубіжжя.

## Плани реконструкції
Міністерство інфраструктури України заявило про плани реконструювати аеродром. Згідно з таблицею інвестиційних планів [Архівовано 27 лютого 2018 у Wayback Machine.] до 2020 року влада планує побудувати міжнародний аеропорт. Летовище буде оснащене багатомодальною інфраструктурою для вантажних і пасажирських авіаперевезень.
Планується реконструкція існуючого аеродрому з будівництвом перону, мультимодального вантажно-логістичного комплексу та пасажирського термінала. Також планується будівництво спеціальних будівель та споруд для ведення аеропортової діяльності, встановлення радіотехнічного обладнання, засобів посадки та світло-сигнальної системи. У планах також зазначено придбання техніки та обладнання для утримання злітно-посадкової смуги. Орієнтовна вартість проекту — 52 млн євро, орієнтовний термін реалізації — 2018—2020 роки
У травні 2018 року було заплановано проведення сертифікації аеродрому в зв'язку із закінченням дії попередньої. Аеродром планує відремонтувати злітно-посадкову смугу та нанести розмітку. Для цього потрібно 1,2 млн грн., які КП «Білоцерківський вантажний авіаційний комплекс» планує залучити у Білоцерківської міської ради. Від 17 червня 2018 року вступив в дію новий сертифікат, за яким аеродром отримав клас В, та право приймати літаки індексу 6 з обмеженнями та більш легкі повітряні судна без обмежень. Відповідний Сертифікат виданий з терміном на 3 роки. Тож згідно з документом аеродром «Біла Церква» відповідає вимогам законодавства України про цивільну авіацію та придатний до експлуатації повітряних суден типів Іл-76, Ан-72, Ан-12 для регламентних робіт..
2018 року КП «Білоцерківський вантажний авіаційний комплекс» продемонструвало рекордні показники зі збільшення кількості авіаційних операцій на аеродромі за останні 18 років. Кількість зльотів та посадок повітряних суден у 2018 році на Білоцерківському аеродромі становила 73. Це більше ніж на 20 % за показники попередніх років. Послугами Білоцерківської бази технічного обслуговування і ремонту вантажних літаків скористались понад 10 авіакомпаній з різних країн світу.
Восени 2019 року в аеропорту Білій Церкві планується відкриття міжнародного пункту пропуску.
В рамках проекту планується проведення робіт по реконструкції аеродрому та будівництву:
- перону
- мультимодального вантажно-логістичного комплексу
- пасажирського термінала
- ангарів для центру техобслуговування повітряних суден
- спецбудівель для ведення аеропортової діяльності.

Крім того, планується установка радіотехнічного обладнання засобів посадки та світлосигнальної системи для злітно-посадкової смуги.

## Світлини

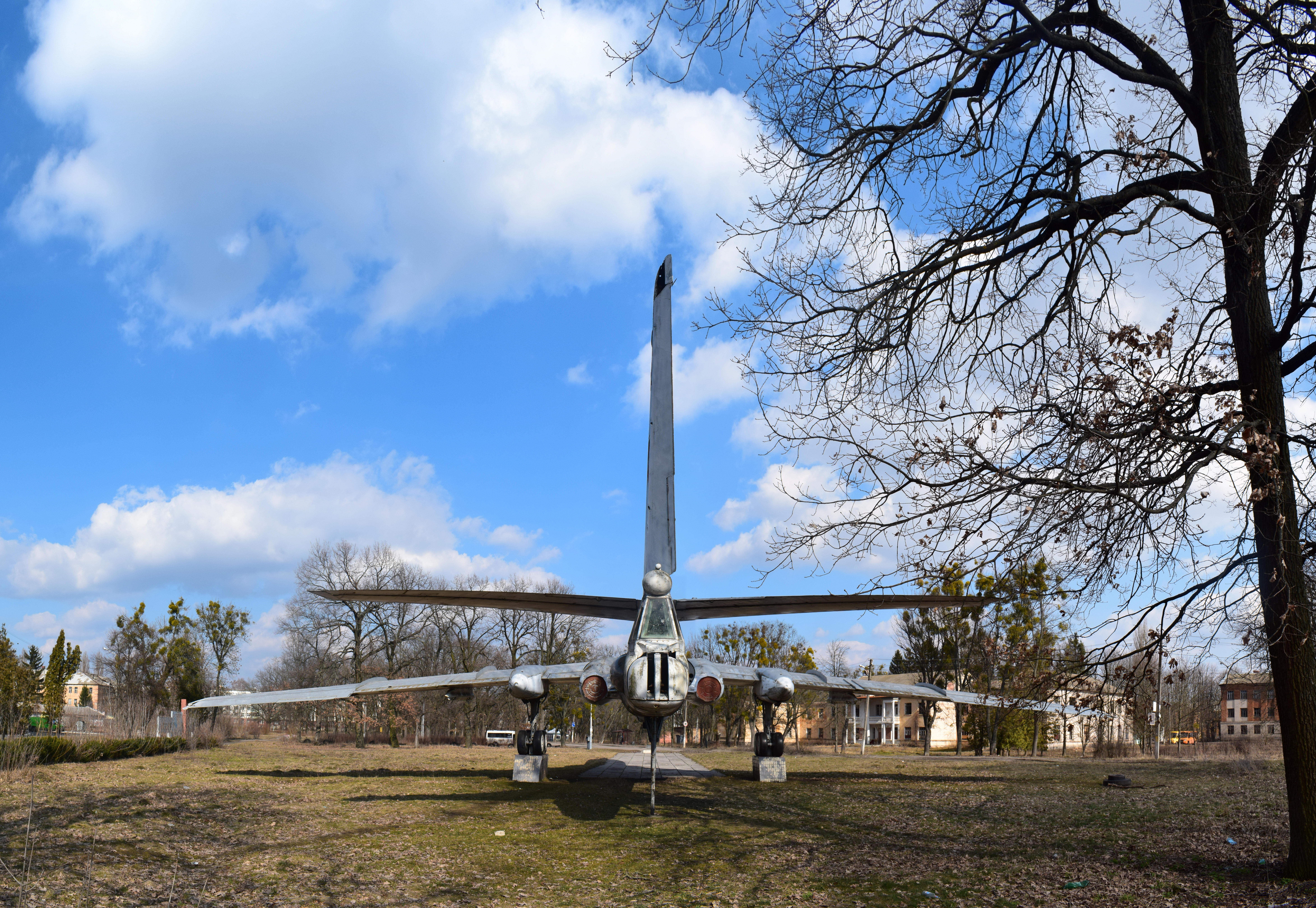
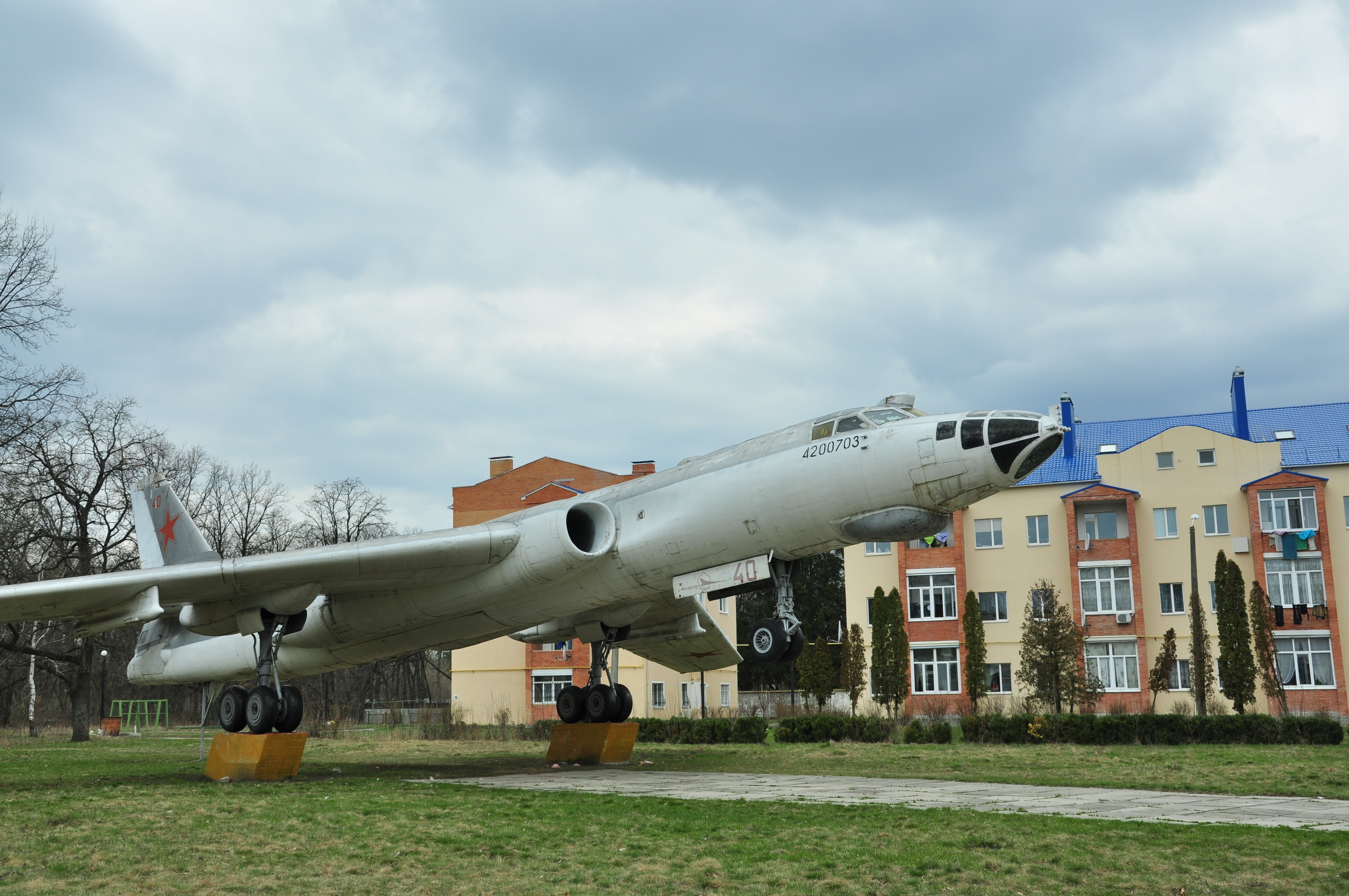
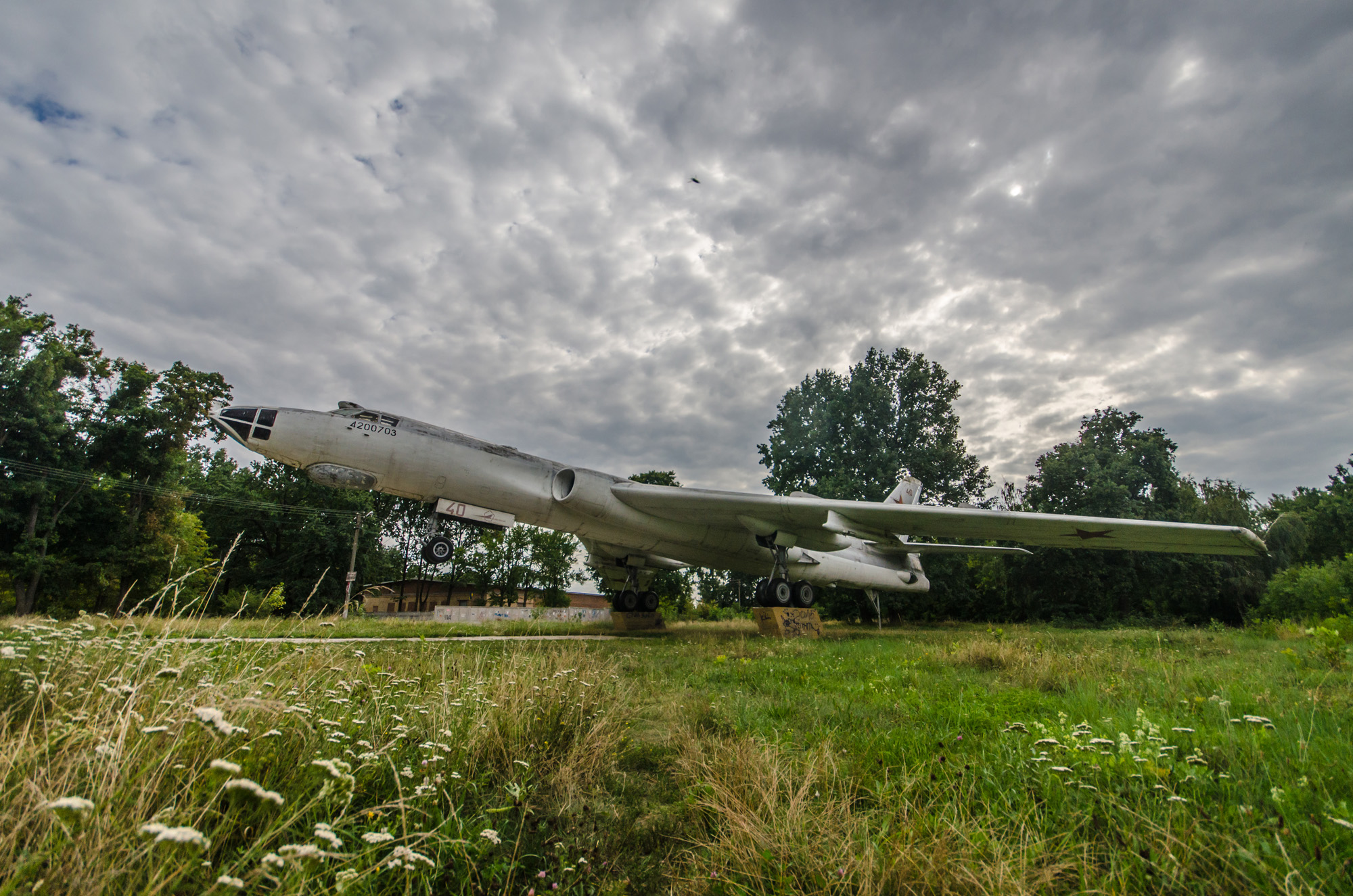
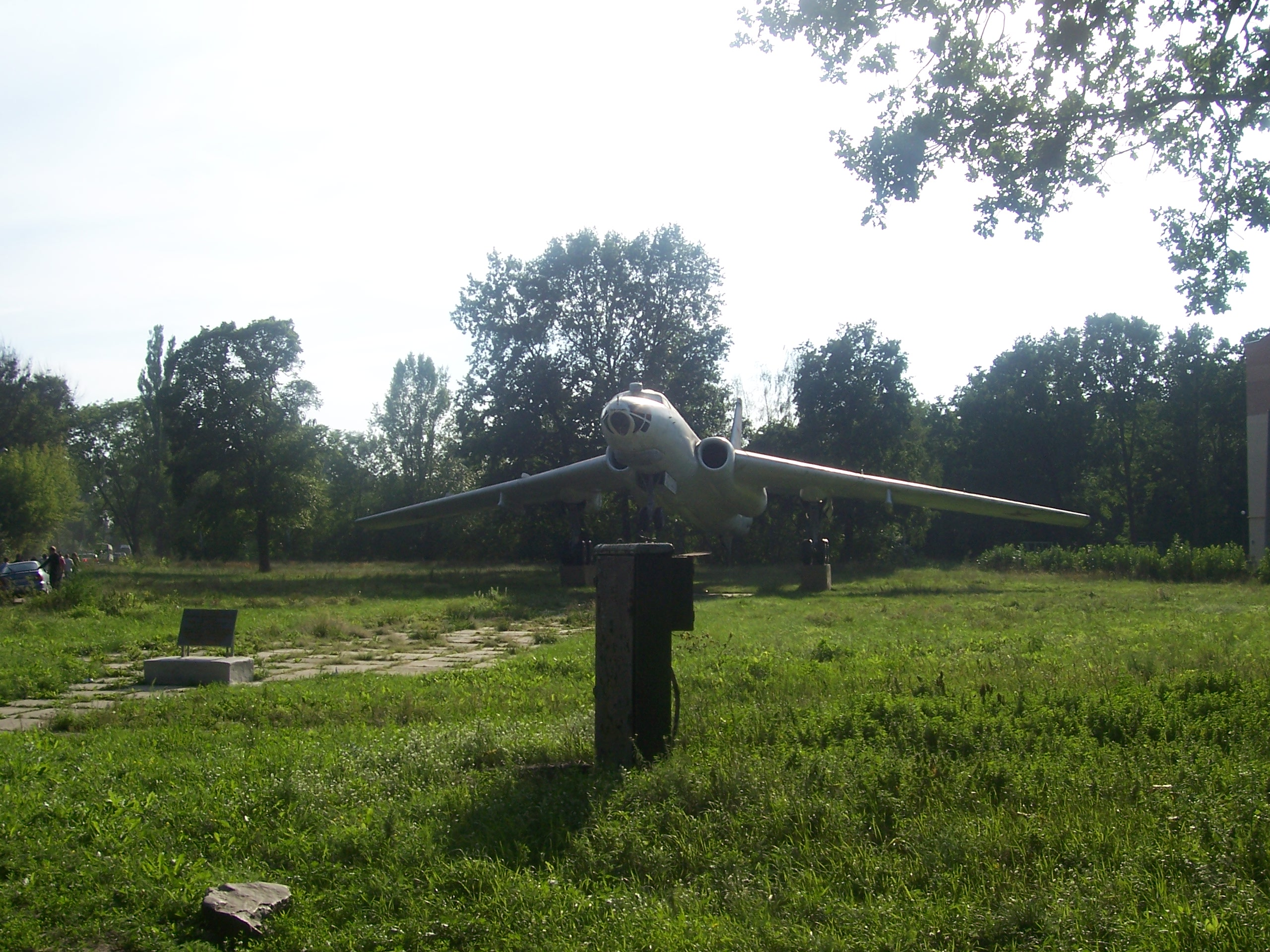
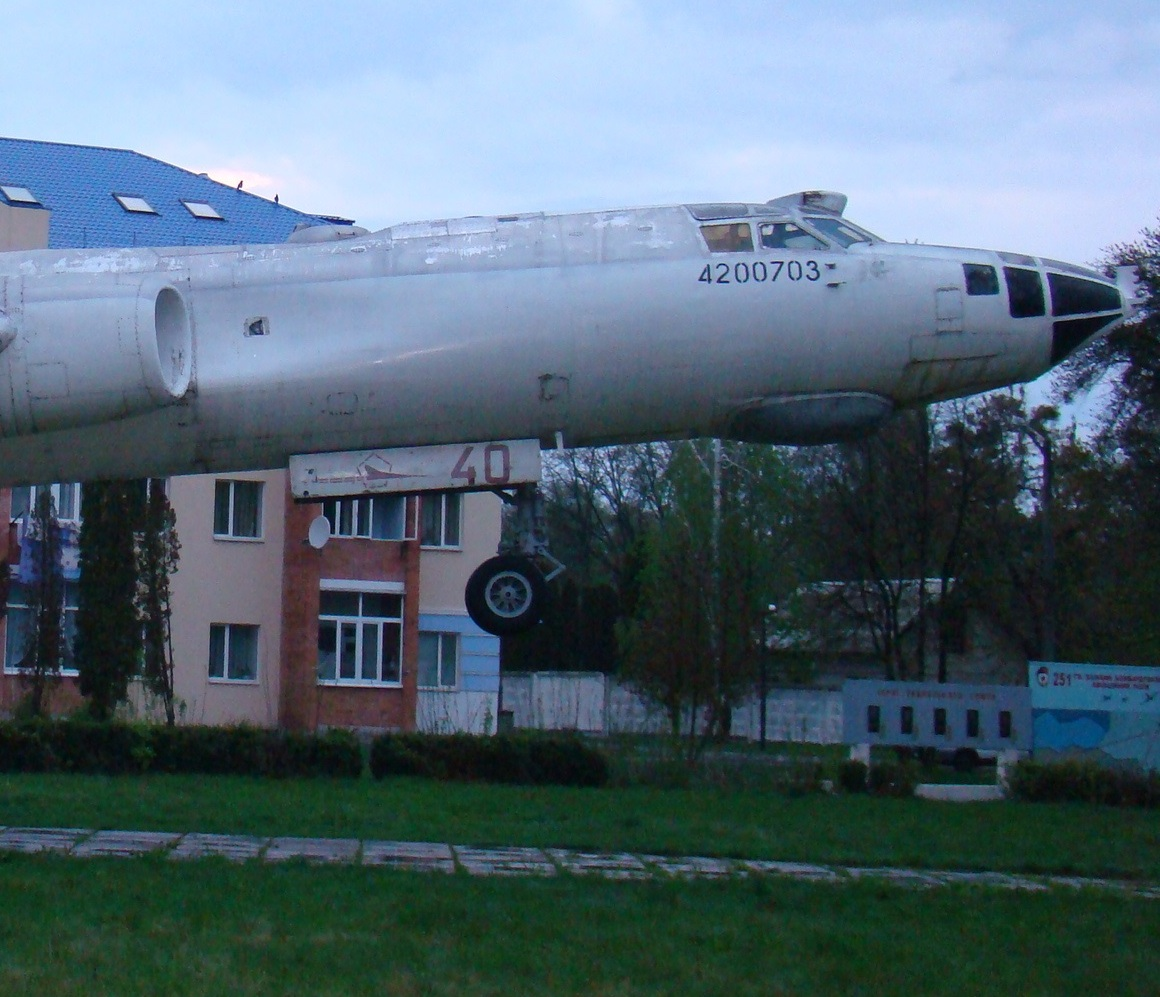
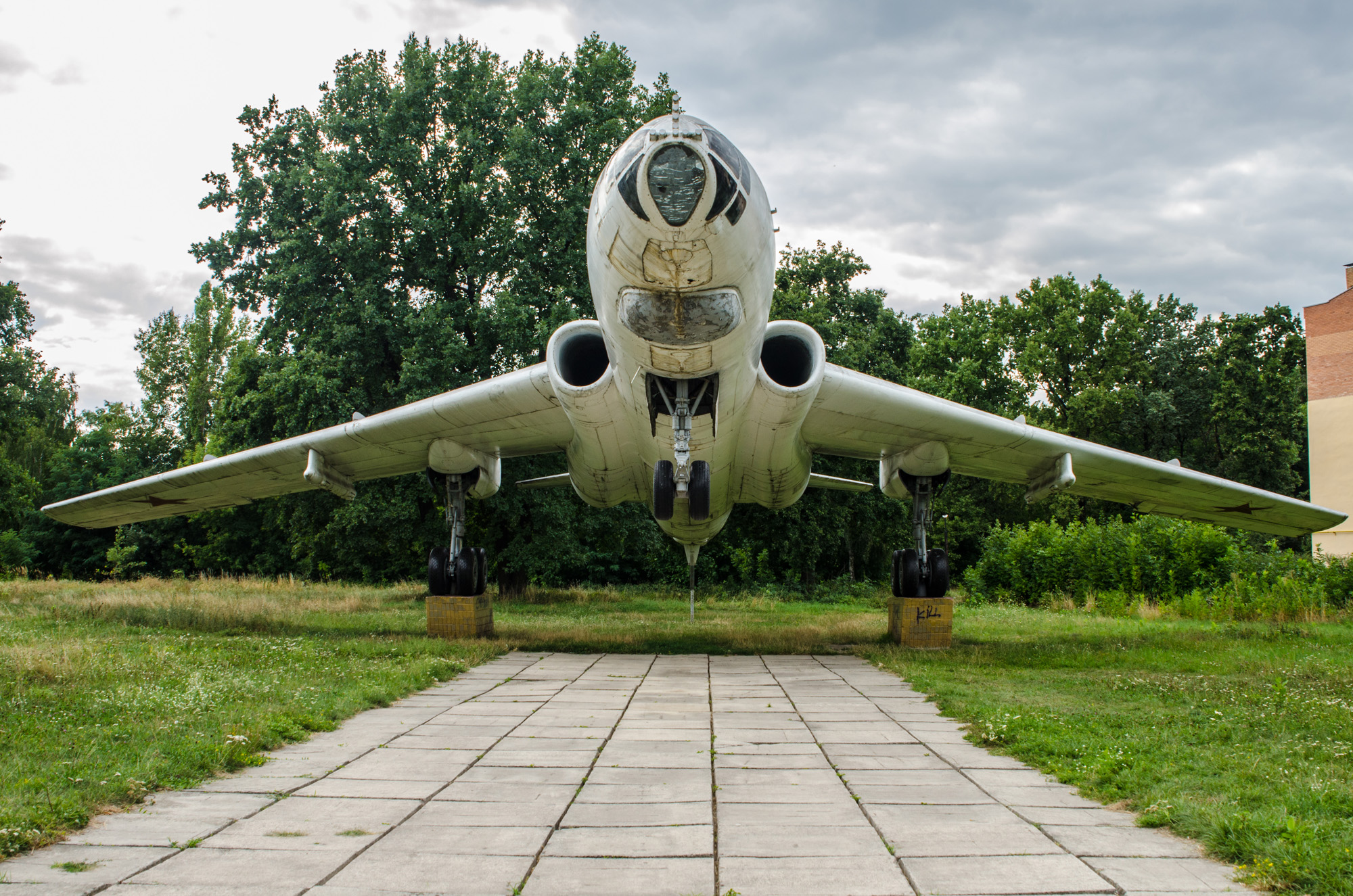
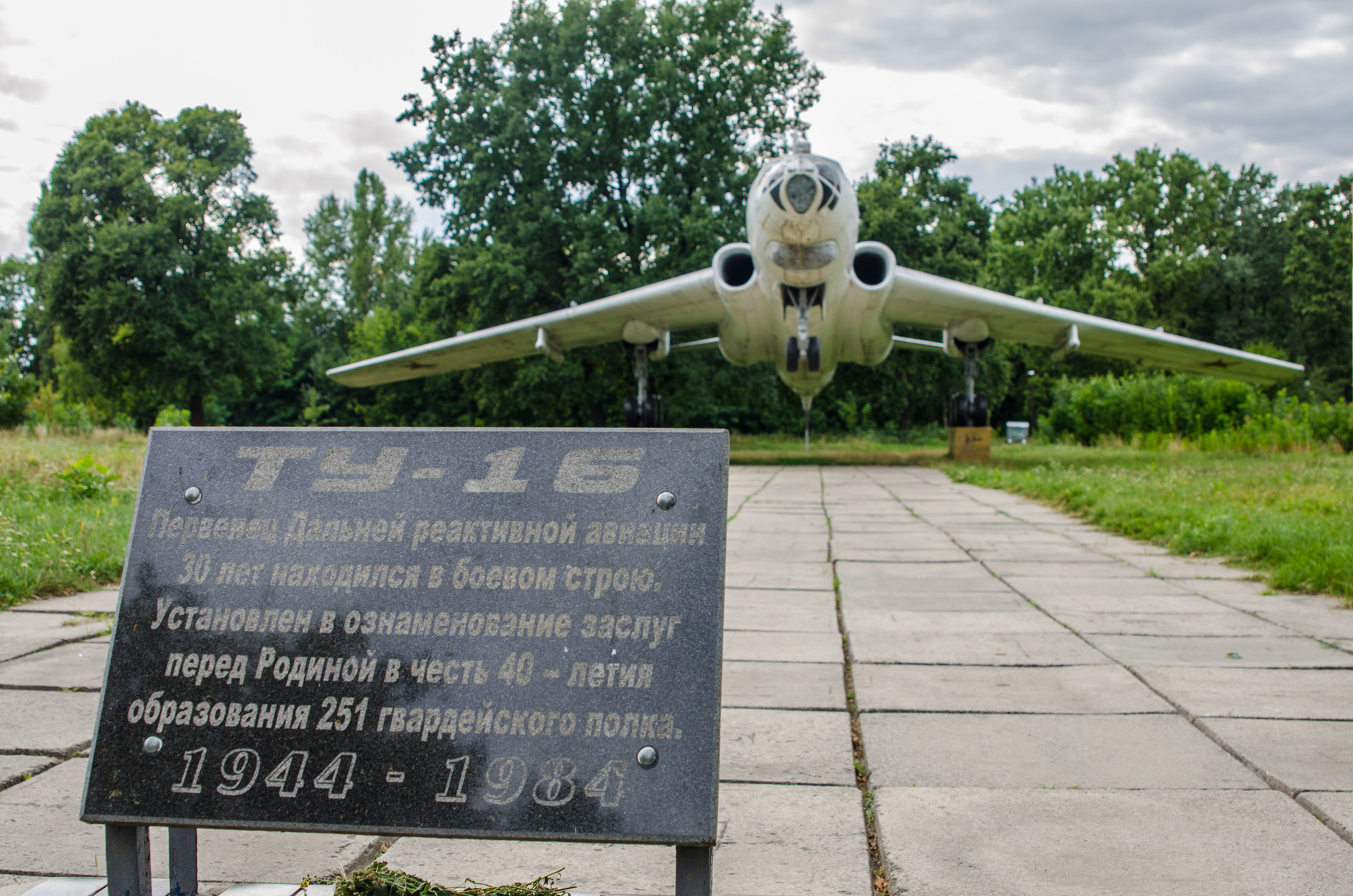
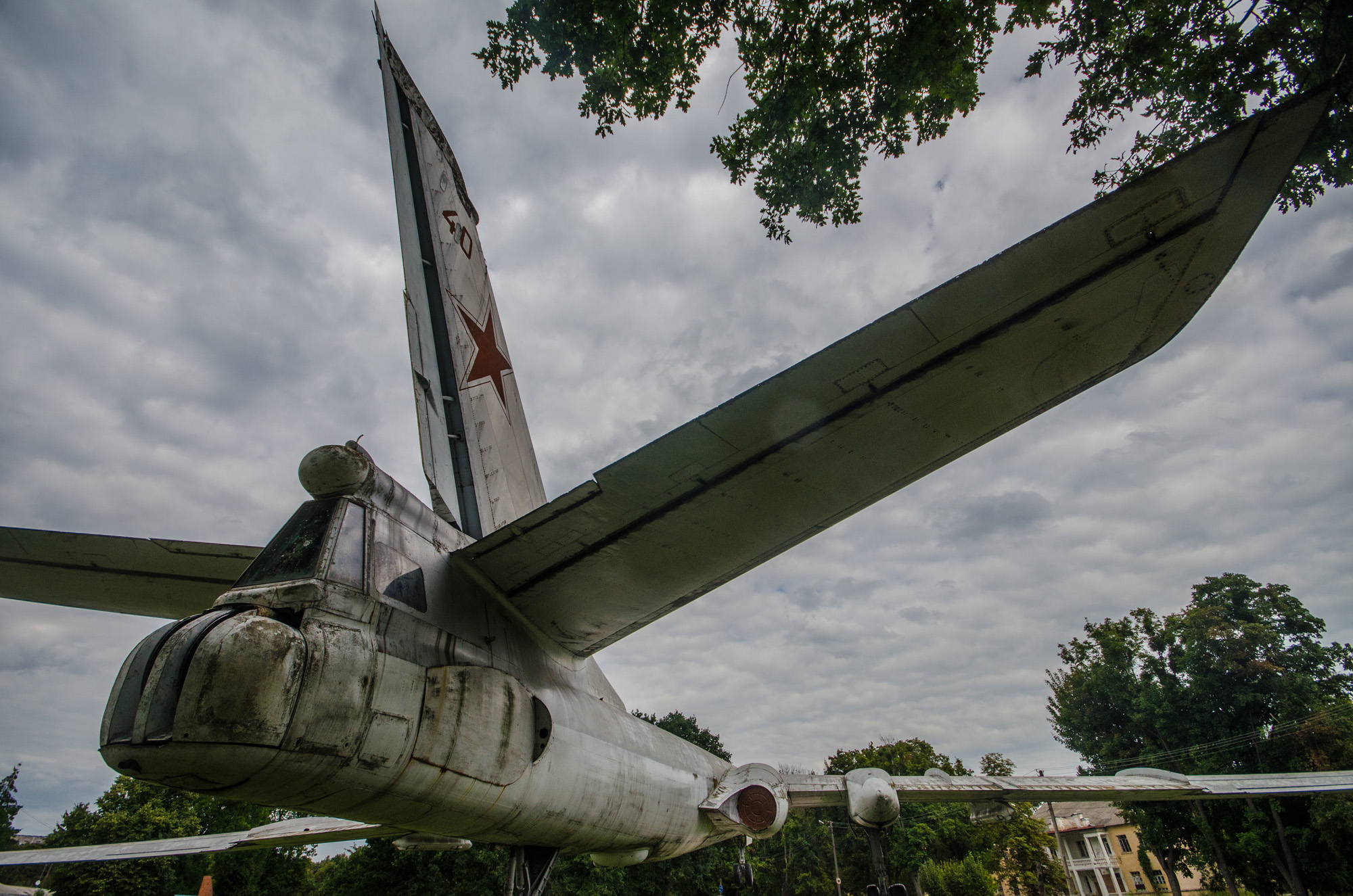
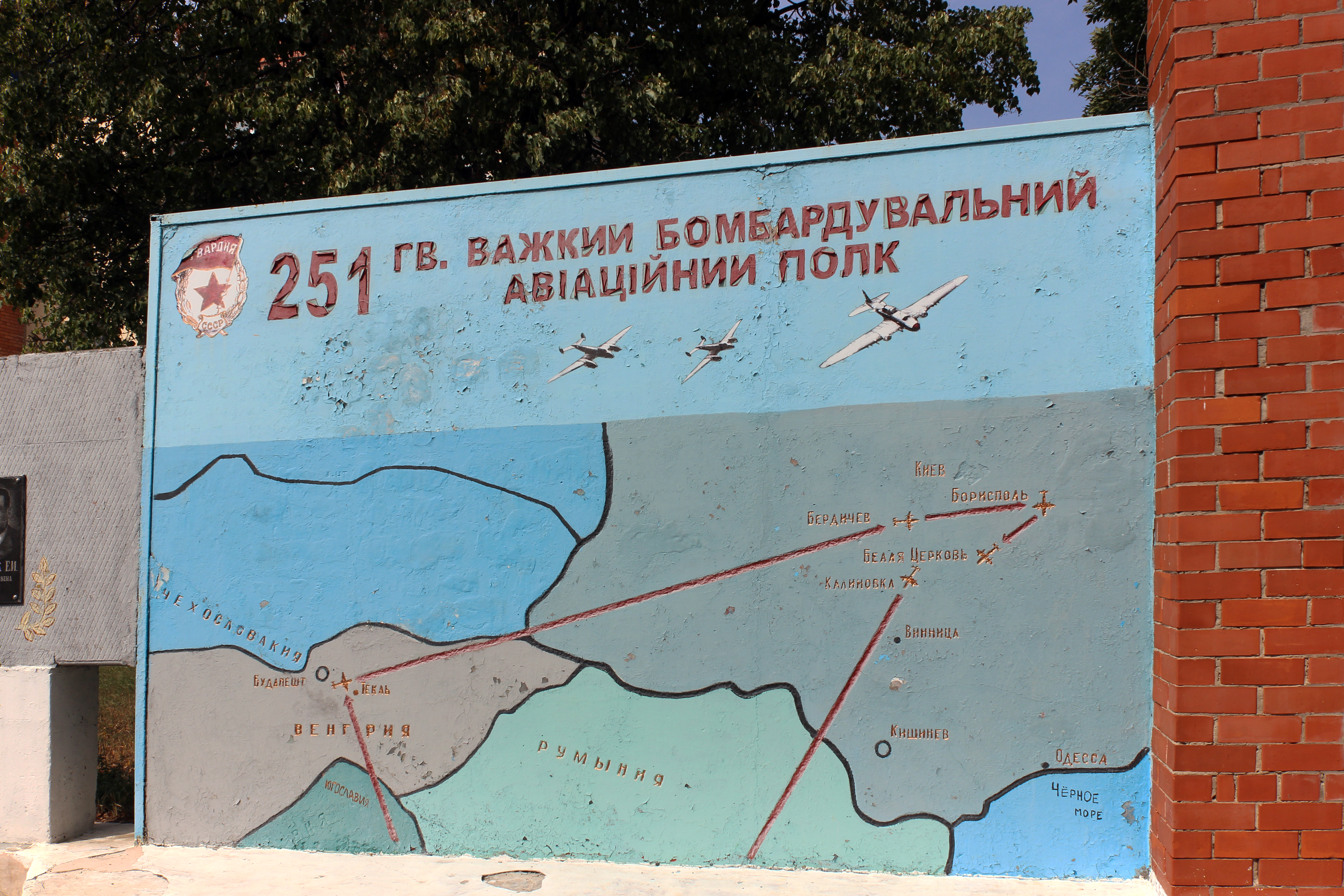
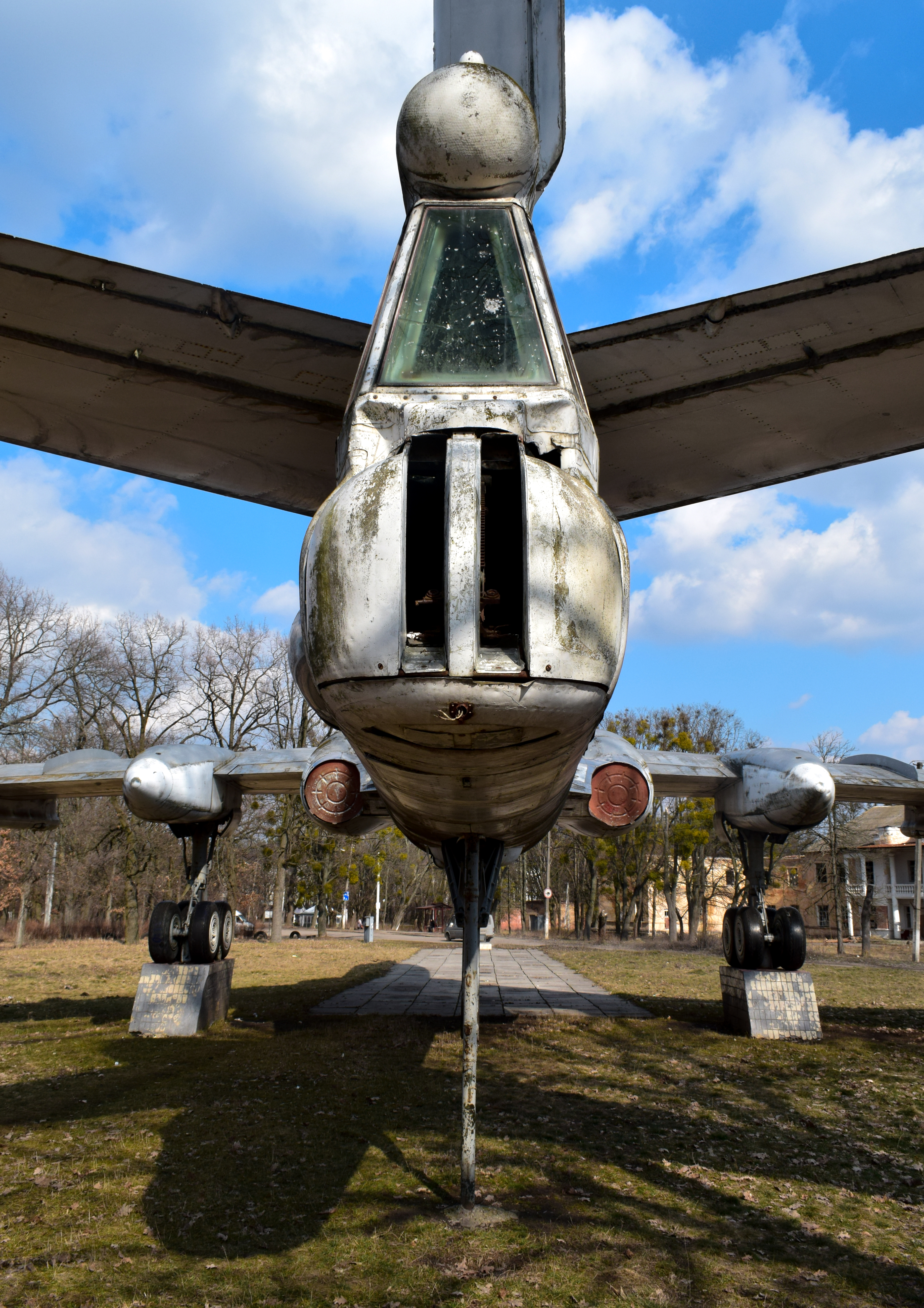